# Mohammed Bouyeri
Mohammed Bouyeri (Amsterdam, 8 maart 1978), in de Nederlandse pers vaak aangeduid als Mohammed B., is een Nederlands-Marokkaanse terrorist die een levenslange gevangenisstraf uitzit voor de moord op 2 november 2004 op de cineast en columnist Theo van Gogh.

## Levensloop
Bouyeri werd, volgens verschillende media, geboren als zoon van eerstegeneratie-immigranten die slecht Nederlands spraken en weinig contact hadden met autochtonen. Thuis werd Tarifit (Riffijns) gesproken. Bouyeri beheerst het Arabisch maar heel beperkt. Hij heeft zowel de Nederlandse als de Marokkaanse nationaliteit en rondde in 1995 een havo-opleiding af waarna hij de Hogeschool Inholland te Diemen bezocht. Hij wisselde enkele malen van studierichting, maar verliet de school na vijf jaar zonder diploma.
Een tijdlang was hij als vrijwilliger werkzaam bij Eigenwijks, een organisatie van samenwerkende wijkbewoners in het Amsterdamse stadsdeel Slotervaart. Hij schreef in februari 2002 een verslag van een mede door hem georganiseerd "politiek jongerendebat". Later zou hij een stuk over normen en waarden en de Koran hebben geschreven. Ook had hij samen met vrienden een compleet plan opgesteld voor een buurtcentrum, waar onder andere scholieren huiswerkbegeleiding zouden kunnen krijgen. Het plan werd door het ministerie van VROM afgewezen.
Doordat hij de regels van de islam steeds strenger interpreteerde kon hij voor de stichting Eigenwijks steeds minder taken uitvoeren. Zo weigerde hij alcohol te schenken en aanwezig te zijn bij activiteiten waar zowel mannen als vrouwen aan deelnamen. Deze radicalisering voltrok zich in het najaar van 2003, toen zijn vader hertrouwde (zijn moeder overleed in 2001) en de oorlog in Irak bezig was. Bouyeri liet zijn baard groeien en begon een djellaba te dragen. Hij bezocht de Tawheedmoskee en kwam in contact met andere radicale moslims, onder wie Samir A. en leden van de Hofstadgroep. In het huis van Bouyeri werden volgens het Openbaar Ministerie diverse 'huiskamerbijeenkomsten' georganiseerd van deze zogenaamde "Hofstadgroep". In het huis werd door de AIVD afluisterapparatuur geplaatst.

## Arrestatie
Mohammed Bouyeri werd, kort na de moord op Theo van Gogh vlak bij de plaats delict, tijdens een vuurgevecht met de politie, in zijn been geschoten en vervolgens aangehouden. Hij werd later bijgestaan door advocaat Peter Plasman en beriep zich tijdens verhoren op zijn zwijgrecht. Officier van justitie mr. Leo de Wit legde hem op 5 november zes misdrijven ten laste: moord, poging tot moord (op een politieagent), poging tot doodslag (op voorbijgangers/omstanders en/of politieagenten), overtreding van de wapenwet, verdenking van deelname aan een criminele organisatie met een terroristisch oogmerk en samenspanning tot moord met een terroristisch oogmerk op Van Gogh, Kamerlid Ayaan Hirsi Ali en/of anderen.
Bouyeri droeg toen hij werd gearresteerd een afscheidsgedicht met de titel In bloed gedoopt bij zich, waaruit bleek dat hij als martelaar had willen sterven. Het gedicht begint met de volgende regels:
Dit is dan mijn laatste woord...
Door kogels doorboord...
In bloed gedoopt...
Zoals ik had gehoopt— Mohammed Bouyeri
Op het lichaam van Van Gogh liet Bouyeri een brief aan Ayaan Hirsi Ali achter waarin zijzelf, de VVD en de politiek in het algemeen werden gewaarschuwd en veelvuldig werd verwezen naar een vermeende joodse invloed op de politiek.
Bouyeri werd acht weken voor forensisch-psychiatrisch onderzoek opgenomen in het Pieter Baan Centrum. Hij weigerde medewerking aan dit onderzoek. Het Centrum concludeerde dat Bouyeri volledig toerekeningsvatbaar was.

## Rechtszaak
Van 11 tot 26 juli 2005 werd Bouyeri in de extra beveiligde rechtbank De Bunker in Amsterdam-Osdorp berecht. De rechtbank vaardigde een bevel tot medebrenging uit, zodat hij tegen zijn zin aanwezig was bij het proces en het vonnis. Het proces nam twee dagen in beslag, de voorlezing van het vonnis een uur.
Bouyeri weigerde aanvankelijk op vragen van de rechtbank te antwoorden. Zijn advocaat, Peter Plasman, wilde niet meedelen waarom, maar deskundigen namen aan dat hij de rechtbank niet als wettig erkende; achterliggende gedachte van deze aanname was dat fundamentalisten, zoals Bouyeri, zouden vinden dat zij alleen aan God verantwoording schuldig zijn. Aan het eind van de tweede zittingsdag nam Bouyeri toch het woord. Hij vertelde dat hij het niet uit haat had gedaan maar omdat zijn geloof het hem beval: "Ik heb me laten leiden door de wet die mij opdraagt om iedereen die Allah en de profeet beledigt zijn kop eraf te hakken." Ook vertelde hij dat hij het weer zou doen en dat hij op de politieagenten had geschoten met de bedoeling hen te doden. Tegen de moeder van Van Gogh zei hij: "Ik voel uw pijn niet. Dat kan ik niet."
Over de ideologie van Bouyeri verklaarde de rechtbank, gebaseerd op het onderzoek van een deskundige, dat Bouyeri de islam met geweld wilde verdedigen en belediging van de islam wilde wreken. De deskundige verwees naar het document ‘Verplichting van het doden van degene die de profeet uitscheldt’ dat was gebaseerd op het werk van de 14e-eeuwse denker Ibn Taymiyyah (hoewel deze nooit dit soort directe uitspraken heeft gedaan).
De officier van justitie, Frits van Straelen, legde Bouyeri moord met een terroristisch oogmerk, poging tot moord op ooggetuigen en politieagenten, en het belemmeren van een Tweede Kamerlid (Hirsi Ali) in haar werkzaamheden ten laste. Hij eiste een levenslange gevangenisstraf en ontneming van het actief en passief kiesrecht.
De rechter verklaarde alle ten laste gelegde daden bewezen, behalve een terroristische opzet bij de poging tot moord op agenten en omstanders. Bouyeri werd veroordeeld tot een levenslange gevangenisstraf, waarbij de rechtbank in aanmerking nam dat er geen kans werd gezien voor resocialisatie, en dat maximale bescherming van de Nederlandse samenleving van het grootste belang was. Wel behield hij zijn passief en actief kiesrecht, omdat hij daar volgens de rechtbank als antidemocraat toch geen gebruik van zou maken. Geen van beide partijen ging in hoger beroep.
Nadat hij eerst in de Bijlmerbajes gevangen zat werd hij in september 2005 overgeplaatst naar de Extra Beveiligde Inrichting binnen de Penitentiaire Inrichting in Vught.
Op 2 februari 2006 sprak Bouyeri voor een tweede maal, nu als verdachte in het proces rond de Hofstadgroep. In een uren durend warrig betoog verklaarde Bouyeri dat de enige manier om de hemel te bereiken de weg van geweld tegen ”de goddelozen” was. Het betoog van Bouyeri werd als schadelijk gezien voor de leden van de Hofstadgroep, aangezien Bouyeri op deze wijze bevestigde dat de ideologie volledig gebaseerd was op geweld en terreur. Ook voor het imago van Bouyeri zelf was deze zaak nadelig, aangezien het betoog warrig en intellectueel van een laag niveau bleek. Het beeld dat Bouyeri van zichzelf opriep was dat van een godsdienstwaanzinnige en niet van een intelligent en zelfstandig denkend individu.
In de uitspraak tegen de Hofstadgroep op 10 maart 2006 oordeelde de rechtbank dat Bouyeri de leider was van deze groep. Omdat hij reeds tot levenslang veroordeeld was, kon hem geen extra straf worden opgelegd.
Bouyeri komt op zijn vroegst in 2029 in aanmerking voor beoordeling tot gratie.